# Lluís de Nassau
Lluís de Nassau (Dillenburg, 10 de gener de 1538 - Mook en Middelaar, 14 d'abril de 1574) va ser una figura clau durant la guerra dels vuitanta anys que les forces rebels dels Països Baixos, antecessores de les Províncies Unides, van mantenir contra Espanya per tal d'aconseguir la seva independència.
Lluís de Nassau va ser el tercer fill de Guillem de Nassau-Dillenburg i Juliana de Stolberg, i el germà del stadhouder Guillem d'Orange, a qui va ajudar en la seva carrera política i militar, i a diferència del seu germà, va ser calvinista convençut.
El 1566, Lluís de Nassau va ser un dels líders de la lliga de nobles que van signar el Compromís dels Nobles, un document dirigit al rei Felip II d'Espanya en el qual es demanava l'abolició de la Inquisició als Països Baixos. El 1567 va acompanyar el seu germà Guillem d'Orange al seu exili a França quan aquest va ser declarat proscrit per les autoritats espanyoles.
El 1568 va emboscar i va derrotar els terços de l'Imperi Espanyol a la batalla de Heiligerlee, en què el seu germà Adolf de Nassau va resultar mort. Dos mesos després va resultar derrotat per les forces del III Duc d'Alba Fernando Álvarez de Toledo a la batalla de Jemmingen. Va retornar al Regne de França, on es va unir al líder dels hugonots Gaspard de Coligny, participant en les batalles de Jarnac i Moncontour, a les guerres de religió de França.
El 1572 va capturar la ciutat de Mons, la qual va haver de retre poc després davant l'exèrcit del Duc d'Alba (setge de Mons). El 1574 va resultar mort conjuntament amb el seu germà Enric de Nassau a la batalla de Mook, on el seu exèrcit va ser derrotat per les tropes de Sancho Dávila.

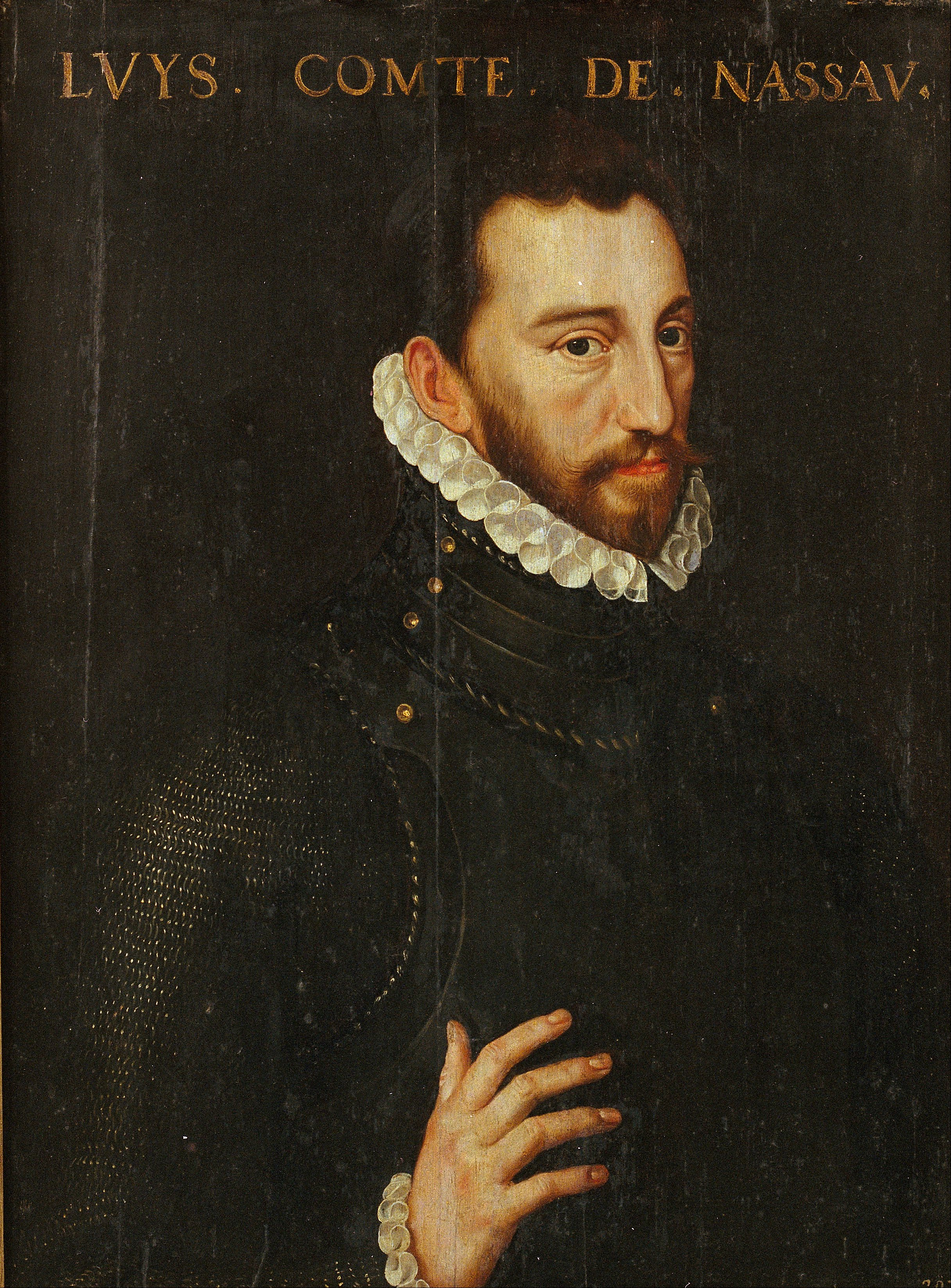
Lluís de Nassau, Adriaen Thomasz Key, 1570-1574, conservat al MNAC
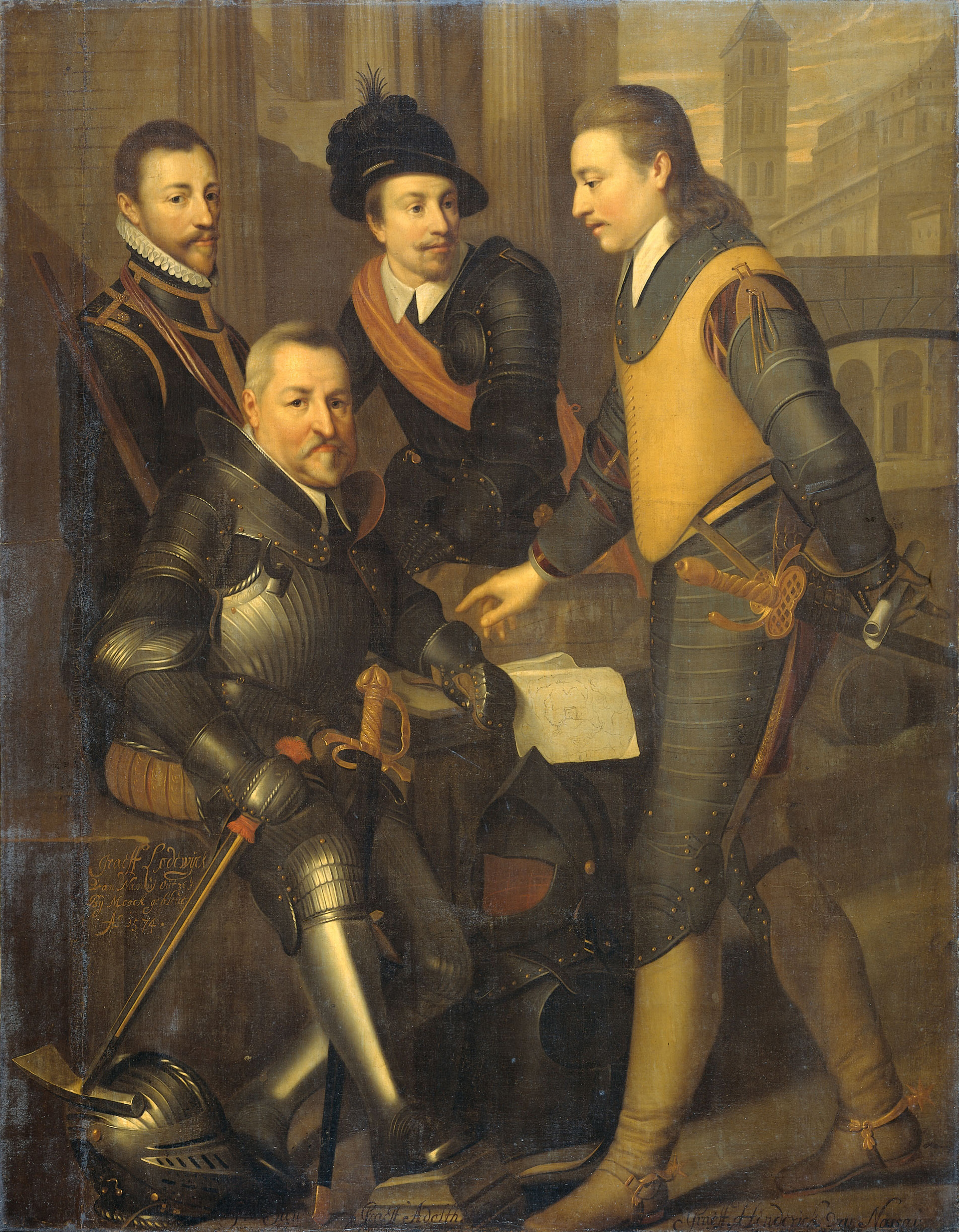
Lluís (esquerra) amb els seus germans Joan (assegut), Adolf, i Henry